# Yasser Abdullah
Yasser Abdullah (Arabic:ياسر عبد الله) (sinh ngày 10 tháng 5 năm 1988) là một cầu thủ bóng đá người Các Tiểu vương quốc Ả Rập Thống nhất. Hiện tại anh thi đấu cho Dibba Al-Fujairah.